# Dasysternica
Dasysternica is een geslacht van vlinders van de familie spanners (Geometridae), uit de onderfamilie Larentiinae.

## Soorten
- D. bertha Swinhoe, 1902
- D. callicrena Meyrick, 1883
- D. pericalles Turner, 1922
- D. tristis Butler, 1882